# Canada
Canada is een land in het noorden van Noord-Amerika. De hoofdstad van Canada is Ottawa en de grootste steden zijn Toronto, Montréal, Vancouver en Calgary. Canada is met een oppervlakte van 9.984.670 km² op Rusland na het grootste land ter wereld.
De naam Canada is afgeleid van het Iroquois woord kanata, wat nederzetting betekent. Het land werd al duizenden jaren bewoond door indianen en inuit voordat het vanaf de 16e eeuw door de Europeanen, met name Fransen en Engelsen, werd verkend en gekoloniseerd. Frankrijk raakte in 1763 zijn kolonie Nieuw-Frankrijk kwijt aan de Engelsen. In 1867 vormden vier Engelse koloniën de Canadese Confederatie. Met het Statuut van Westminster in 1931 kreeg Canada meer autonomie binnen het Britse Rijk en in 1982 werd het land door de Canada Act ook formeel geheel onafhankelijk van het Verenigd Koninkrijk.
Canada is een federale staat met 10 provincies en 3 territoria en een parlementaire constitutionele monarchie (een Commonwealth realm). Het staatshoofd van Canada is koning Charles III die in Canada wordt vertegenwoordigd door de gouverneur-generaal terwijl het hoofd van de regering de premier is. Het is een tweetalig land waar zowel Engels als Frans een officiële status heeft. Canada is lid van het Gemenebest van Naties, APEC, OAS, de VN, de Francophonie en de NAVO.
In het zuiden en westen wordt het door de Verenigde Staten begrensd en in het oosten door de Atlantische Oceaan. Op Hanseiland, een klein eilandje tussen Canada en Groenland, grenst Canada ook nog aan Groenland, dat bij Denemarken hoort. De westelijke grens wordt gevormd door de Amerikaanse staat Alaska en de Grote Oceaan en in het noorden ligt de Noordelijke IJszee.

## Geschiedenis

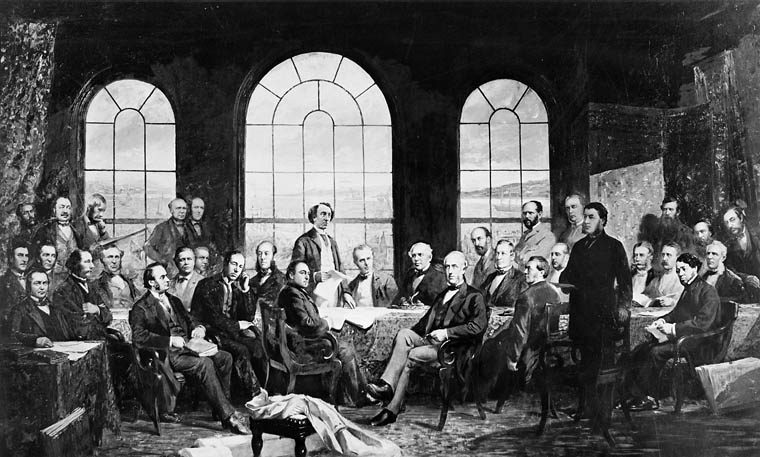
De vorming van de Canadese Confederatie in 1867

Ver voordat de Europeanen het land koloniseerden, woonden er al diverse inheemse volkeren in het hedendaagse Canada. Later werd Canada door de Fransen verkend en gekoloniseerd. Na de Franse en Indiaanse Oorlog kwam het gebied in 1763 geheel in Britse handen. Tijdens de Oorlog van 1812 tussen Groot-Brittannië en de Verenigde Staten werden op Canadese bodem enkele belangrijke veldslagen geleverd.
Canada, in zijn huidige vorm, ontstond op 1 juli 1867 toen Boven-Canada (Ontario) en Beneden-Canada (Québec) werden verenigd in de Dominion of Canada met John Macdonald als eerste minister president. Totdat in 1931 het Statuut van Westminster werd aangenomen door het Britse Parlement had Canada slechts beperkte zelfstandigheid. Zo werd Canada automatisch bij de Eerste Wereldoorlog betrokken toen het Verenigd Koninkrijk met Duitsland in oorlog raakte. Pas in 1982 verdween met de aanname van de Canada Act het laatste restje Britse controle over het land. Canada leverde belangrijke bijdragen aan geallieerde zijde in zowel de Eerste als de Tweede Wereldoorlog.
In de naoorlogse periode wisselden periodes van Liberale en Conservatieve regeringen elkaar af. Canada heeft een hechte economische band met het buurland de Verenigde Staten, hoewel het politiek soms sterk van mening verschilt met de VS, vooral onder liberale regeringen. Canada leverde na de aanslagen op 11 september 2001 een belangrijke bijdrage aan de NAVO-missie in Afghanistan.
Bij de parlementsverkiezingen op 19 oktober 2015 versloeg de liberaal Justin Trudeau de zittende minister-president Stephen Harper. Op 4 november 2015 werd Trudeau, de zoon van de voormalige minister-president Pierre Trudeau, de nieuwe minister-president.

### Omvolking
Op 12 juni 2008 bood premier Harper in het Lagerhuis in Ottawa aan de inheemse volken (First Nations) van Canada de officiële excuses van de Canadese regering aan voor het racistisch onrecht hen door opeenvolgende Canadese regeringen aangedaan. Deze behelsden de in de 19e eeuw begonnen meer dan een eeuw durende politiek kinderen van de inheemse volken door de politie weg te laten halen bij hun ouders en hen gedwongen onder te brengen op (katholieke of anglicaanse) kostscholen met de bedoeling "de indiaan uit het kind te halen". Het gaat om ongeveer 150.000 kinderen, van wie er 7000 kwamen te overlijden.

## Geografie

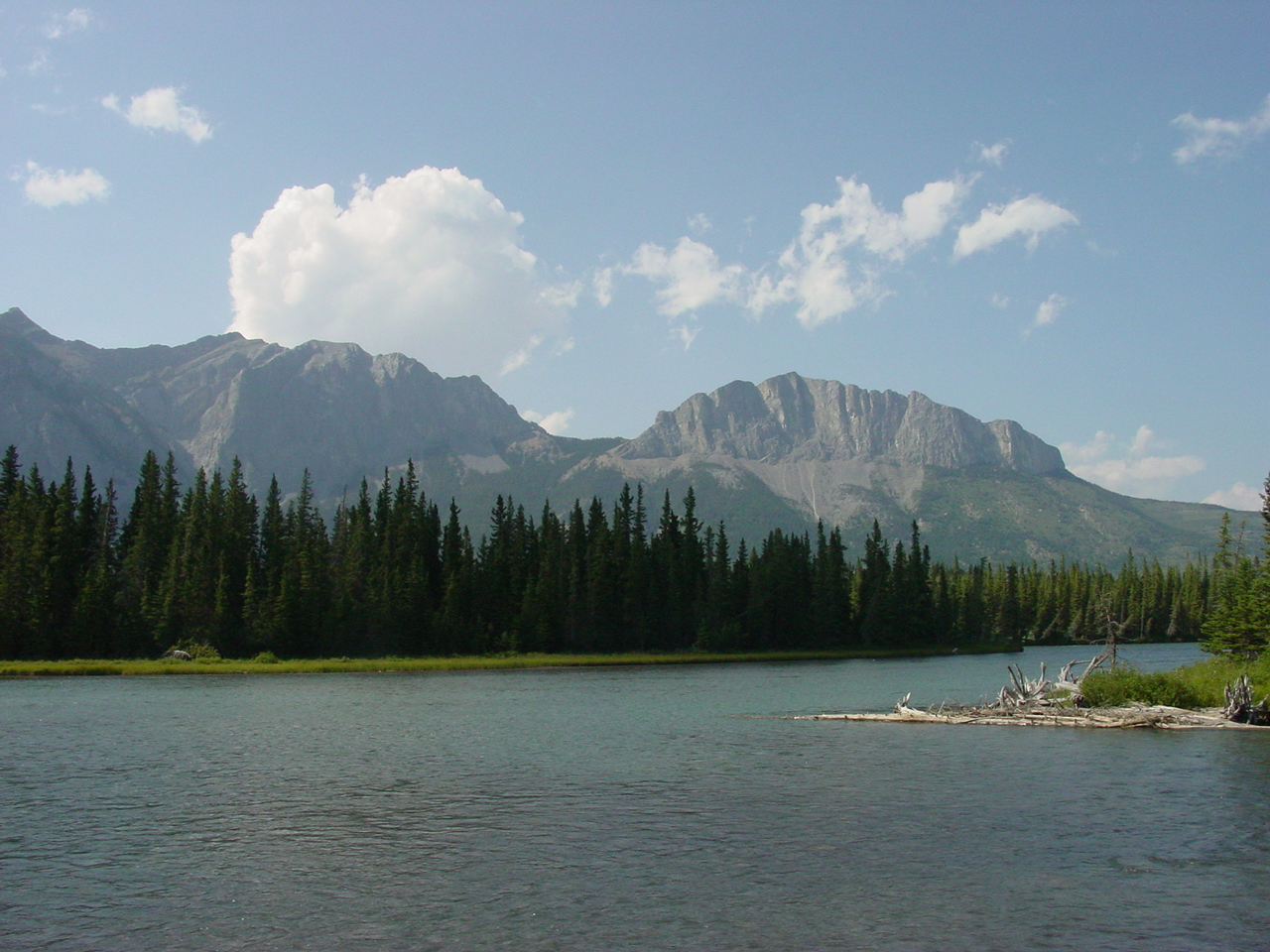
Rocky Mountains nabij Calgary

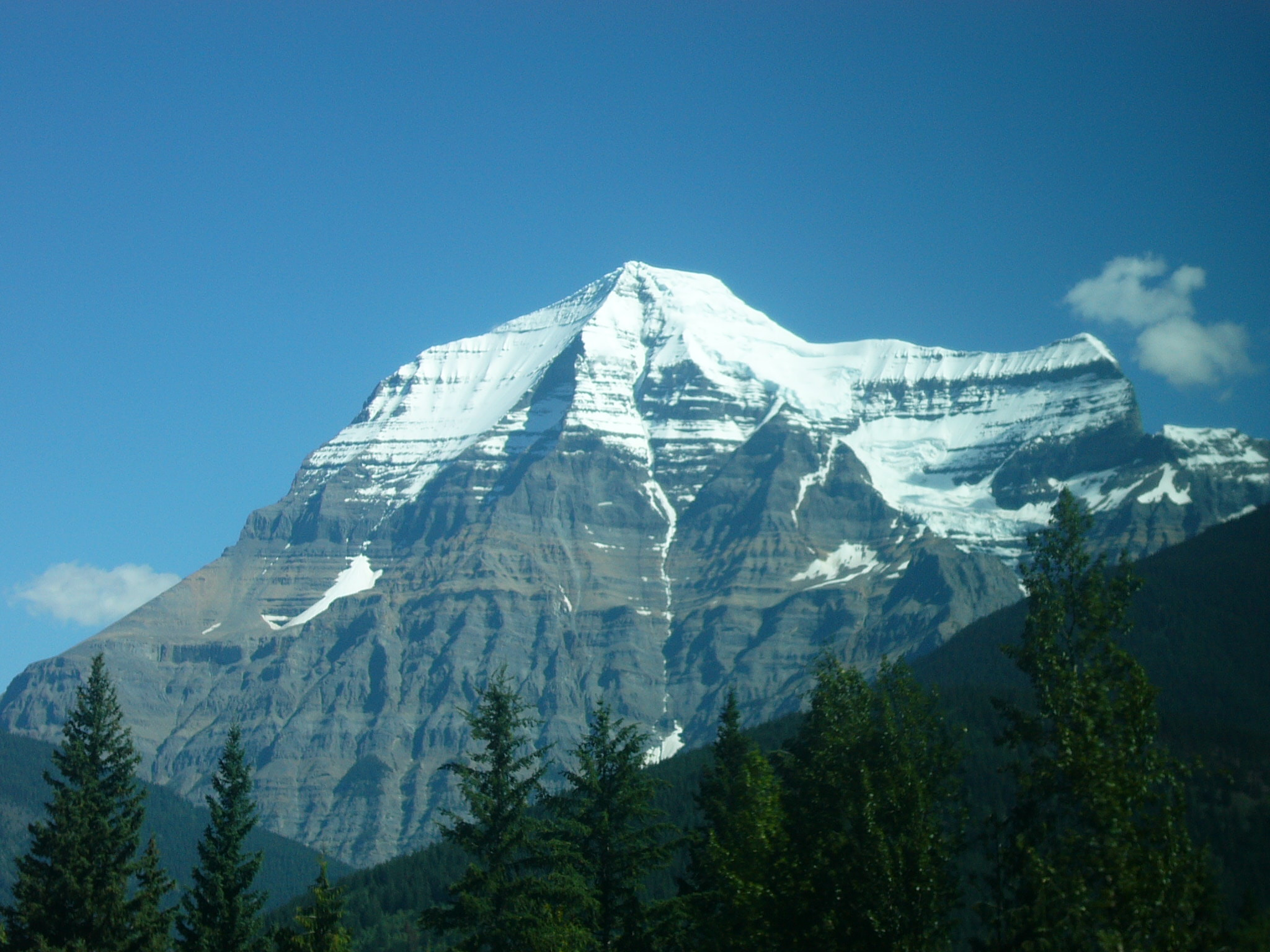
Mount Robson in Brits-Columbia

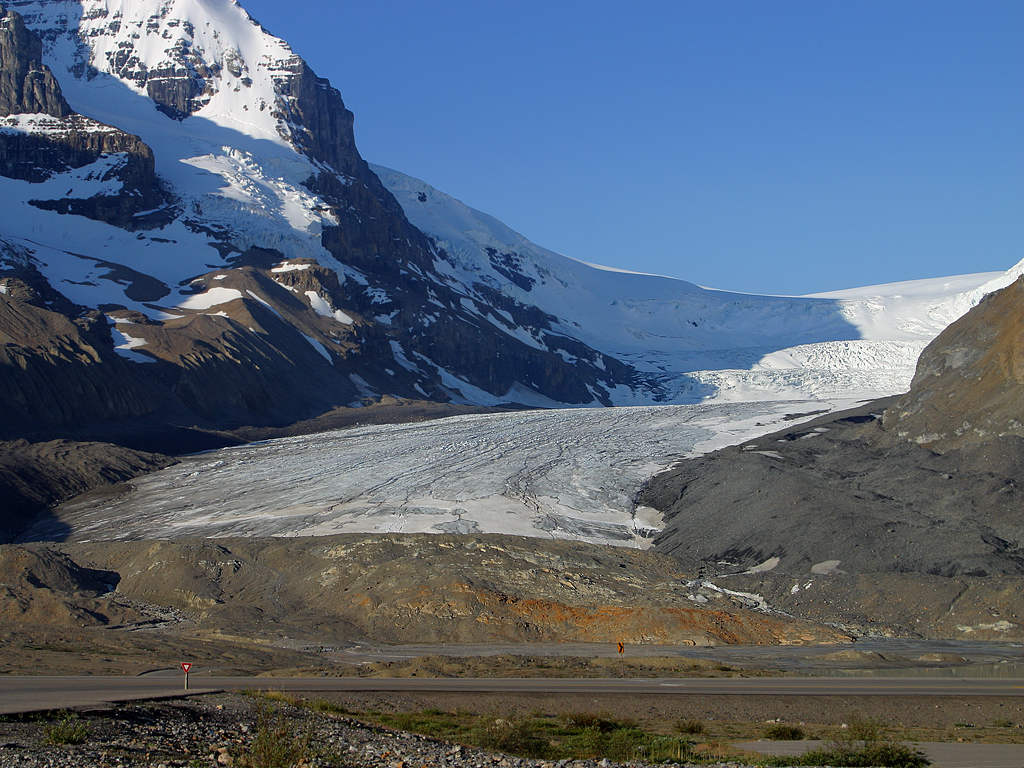
Athabasca Gletsjer in Nationaal park Jasper

Canada is met een oppervlakte van 9.984.670 km² het op een na grootste land ter wereld, na de Russische Federatie. Het is ongeveer 6500 km van oost naar west en 4600 km in noord-zuid richting van Amerikaanse grens tot ver boven de poolcirkel. Canada claimt een gebied rond de pool dat loopt van 60° W tot 141° W en beschouwt de zeestraten die door de Arctische Archipel lopen en de Noordwestelijke Doorvaart vormen als Canadese territoriale wateren. Deze claim wordt internationaal echter niet erkend. De meest noordelijke, bewoonde, plaats in Canada (en de wereld) is Alert op het eiland Ellesmere. De zuidelijkste stad van Canada, Windsor ligt op dezelfde breedtegraad als Barcelona in Spanje.
Het grootste deel van het land wordt geologisch gerekend tot het Canadees Schild en kent vele duizenden meren. Het gebied ligt rond de Hudsonbaai. In het zuiden van Ontario vindt men de Grote Meren aan de grens met de Verenigde Staten.
In het midden van Canada bevinden zich uitgestrekte prairies, met name in de provincies Manitoba, Saskatchewan en een deel van Alberta. Ten westen hiervan liggen de Rocky Mountains. In het noorden vindt men immense, bijna geheel onbewoonde, arctische landschappen en de Canadese Arctische Eilanden. In het oosten van het land ten slotte vindt men onder andere de Maritieme Provincies en het eiland Newfoundland. De Fundybaai tussen New Brunswick en Nova Scotia kent het grootste verschil tussen eb en vloed in de wereld.
Na de verdeling van Hanseiland heeft Canada vanaf 14 juni 2022 een landsgrens met Groenland, een autonoom gebied dat deel uitmaakt van het Koninkrijk Denemarken. Sinds de zogeheten Whisky-oorlog in 1973 was er een conflict over het eiland tussen de twee landen.

### Klimaat
Grote delen van Canada hebben een toendraklimaat met temperaturen die in het noorden en op de prairies regelmatig onder de −40° Celsius duiken. Een uitzondering zijn de kustgebieden in Brits-Columbia waar milde en regenachtige winters voorkomen.
Zomers kunnen in grote delen van Canada, vooral het zuiden, opvallend warm zijn en vaak vochtig. De gemiddeld warmste steden in Canada zijn Vancouver, Victoria en Windsor, de meest zuidelijk gelegen stad. Een absoluut warmterecord werd op 29 juni 2021 opgetekend in Lytton, B.C. (49,6°C). Een klein woestijngebied bevindt zich in de wijnstreek Okanagan, in het zuiden van Brits-Columbia. Een deel van zuidelijk Alberta dat in de schaduw van de Rocky Mountains ligt kent een semi-aride, oftewel vrij droog, klimaat. Hier komen onder meer Badlands voor. Het uiterste zuiden van Ontario is een uitloper van de zogenaamde Tornado alley vanuit de Verenigde Staten, een gebied waar vaak tornado’s voorkomen.

### Natuur
Omdat het land dunbevolkt is zijn er veel natuurlijke gebieden relatief onaangetast door menselijk ingrijpen. Het land kent vele beschermde Provinciale en Nationale Parken. Het Canadian Botanical Conservation Network (CBCN) is een netwerk dat zich in Canada bezighoudt met het behoud van zeldzame en bedreigde inheemse plantensoorten, wilde habitats en ecosystemen.
Er komen veel Canadese esdoorns voor.

### Provincies
Canada is onderverdeeld in 10 provincies (provinces) en 3 territoria (territories). Een provincie oefent, in tegenstelling tot de territoria, haar eigen soevereiniteit uit in een grondwettelijk kader. Zo hebben provincies een eigen parlement, een premier en een luitenant-gouverneur die de kroon in de provincie vertegenwoordigt onafhankelijk van de gouverneur-generaal van Canada. Territoria daarentegen oefenen hun macht uit op basis van door het Federale Parlement aangenomen wetten. Zo stippelt de Yukon Act het staatsbestel van het gelijknamige territorium uit. In de laatste decennia van de 20e eeuw en het begin van de 21e eeuw hebben de territoria meer bevoegdheden overgenomen van de federale regering. Anders dan bij de provincies kan de federale overheid via een parlementair aangenomen wet ook het bestel van de territoria veranderen of intrekken, hoewel dit in de praktijk niet waarschijnlijk is.
De tien provincies kunnen in een aantal regio's worden onderverdeeld. New Brunswick, Nova Scotia en Prince Edward Island worden de Maritieme Provincies genoemd, terwijl ze samen met Newfoundland en Labrador bekendstaan als Atlantisch Canada (of de Atlantische Provincies). Ten westen hiervan liggen Québec en Ontario. Ten westen van Ontario liggen de westelijke provincies, te weten de vier Prairie Provinces (prairieprovincies) Manitoba, Saskatchewan, Alberta en British Columbia. De territoria zijn de Northwest Territories, Nunavut en Yukon.

### Steden

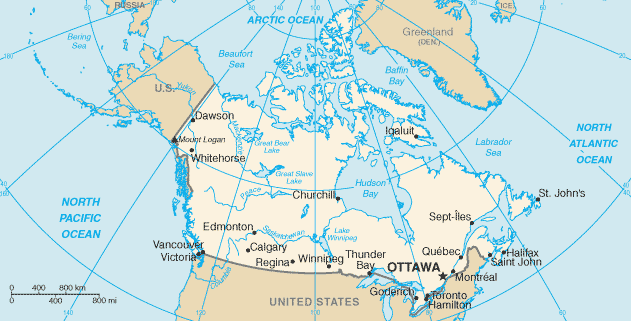

Canada is een vrij geürbaniseerd land. In de prairieprovincies bijvoorbeeld woont een groot percentage van de bevolking in slechts een paar steden. De hoofdstad van Canada is Ottawa terwijl de grootste steden Toronto en Montréal zijn.
Enkele andere steden zijn:
- Québec
- Vancouver
- Calgary
- Edmonton
- Winnipeg
- Halifax
- St. John's
- Regina
- Saskatoon

## Demografie

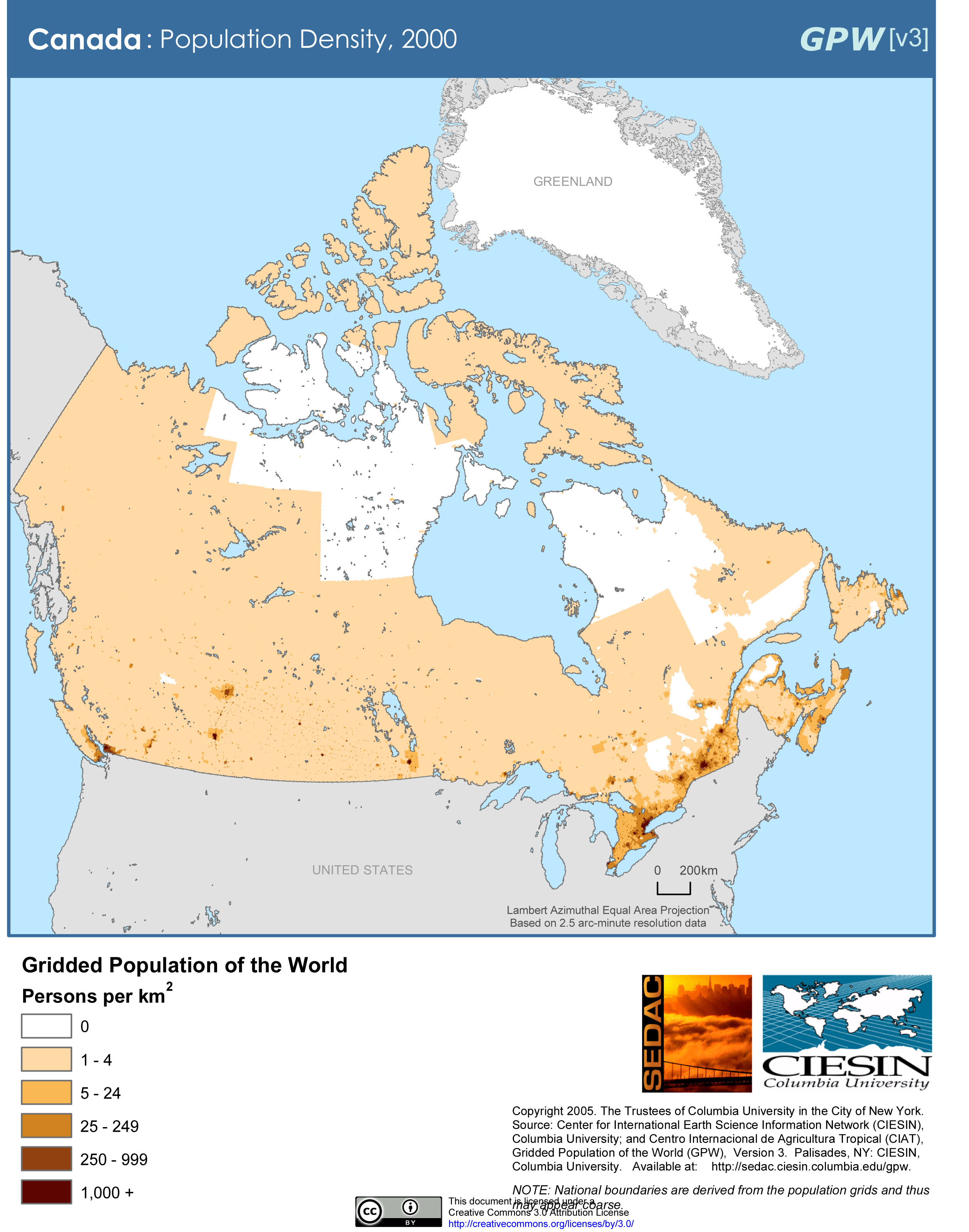
Bevolkingsdichtheid in Canada (2000)

### Bevolkingssamenstelling
De meeste van de 37.694.085 (2020) inwoners van Canada wonen in een strook van 200 kilometer langs de grens met de Verenigde Staten. Deze grens volgt voor een groot deel de 49e breedtegraad en is de langste onverdedigde grens tussen twee landen. De noordelijke delen van de provincies, honderden kilometers verder naar het noorden, zijn dan ook schaars bevolkt. Nog schaarser bevolkt zijn de noordelijk van de provincies gelegen territoria. De noordelijkste gebieden en de Arctische Archipel zijn nauwelijks bewoond.
Inwoners van Canada noemt men Canadezen. De oorspronkelijke bevolking bestaat uit Inuit en indianen. De eerste grote groepen immigranten uit Europa waren Engelstaligen alsmede Franstaligen. De laatsten vormen in de provincie Québec de meerderheid en daar is Frans de (enige) officiële taal.
Canada is al eeuwenlang een immigratieland en er zijn dan ook mensen vanuit de hele wereld te vinden. In 2021 bestond 23% van de Canadese bevolking uit immigranten (en bezat 8,8% van de inwoners niet de Canadese nationaliteit). Belangrijke etnische origines van de bevolking waren in 2021 onder andere Engeland (14,7%), Ierland en Schotland (elk 12,1%), Frankrijk (11,0%) Duitsland (8,1%), China (4,7%), Italië (4,3%) en India (3,7%).
In het westen zijn veel Oekraïners neergestreken. Op vele plaatsen zijn ook Nederlandstalige immigranten te vinden, die er vooral in de jaren van na de Tweede Wereldoorlog naartoe zijn gegaan. Ook uit Azië zijn velen naar Canada getrokken, vooral naar de westkust waar veel Canadezen van Chinese origine wonen. In de jaren 1980 en 1990 zijn veel Chinezen vanuit Hongkong naar Vancouver gemigreerd. In Québec zijn gemeenschappen uit Haïti en Franstalig Afrika.

### Bevolkingsontwikkeling
Vanwege een beveiligingsprobleem met de MediaWiki Graph-software is het momenteel niet mogelijk deze grafiek weer te geven. Zodra de software is bijgewerkt zal de grafiek vanzelf weer zichtbaar worden.

### Taal
Canada is officieel tweetalig, hoewel daar buiten de federale overheid om niet zo veel van te merken is. De Québécois spreken een voortzetting van het Frans die het Quebecs-Frans genoemd wordt, een patois van de 17e en 18e eeuw. In tegenstelling tot wat met het Afrikaans gebeurd is, hebben zij vastgehouden aan dezelfde standaardtaal als andere Franstalige gebieden zoals Frankrijk, westelijk Zwitserland of Wallonië. Sinds de jaren zestig heeft zich een scherpe politieke scheiding ontwikkeld tussen het Franstalige Québec en de Engelstalige provincies, zelfs in die mate dat menigeen in Québec onafhankelijk wilde worden van Canada. Er werd een tweetal referenda gehouden, waarin de onafhankelijkheid van Québec maar nipt werd afgewezen.
In een aantal Engelstalige provincies, zoals Ontario en Manitoba, komen significante Franstalige gemeenschappen voor. New Brunswick is de enige officieel tweetalige provincie met ongeveer een derde van de bevolking die Franstalig is.
Het oostelijke Newfoundland en Labrador is met ruim 97% moedertaalsprekers van het Engels veruit het meest taalkundig homogene deelgebied van Canada. Op Newfoundland, waar zich historisch de zogenaamde Franse kust bevond, werd in beperkte mate het Newfoundlands-Frans gesproken. In de 21e eeuw is er op het eiland enkel in de westelijke regio Port au Port nog een noemenswaardige minderheid van Franco-Newfoundlanders. Er worden echter pogingen ondernomen de positie van het Frans in Newfoundland te verbeteren, onder andere door onderwijs in het Frans te geven.
Naast het Engels en Frans zijn er in Canada elf zogenaamde Indiaanse- en Inuittalen bestaande uit meer dan 65 verschillende dialecten. Hiervan hebben alleen het Cree, Inuktitut en Ojibwe een populatie van sprekers die de taal vloeiend spreken om deze op termijn te behouden. Diverse inheemse talen hebben een officiële status in de Northwest Territories. Inuktitut is de belangrijkste taal in Nunavut en is een van de drie officiële talen in het gebied.

## Politiek

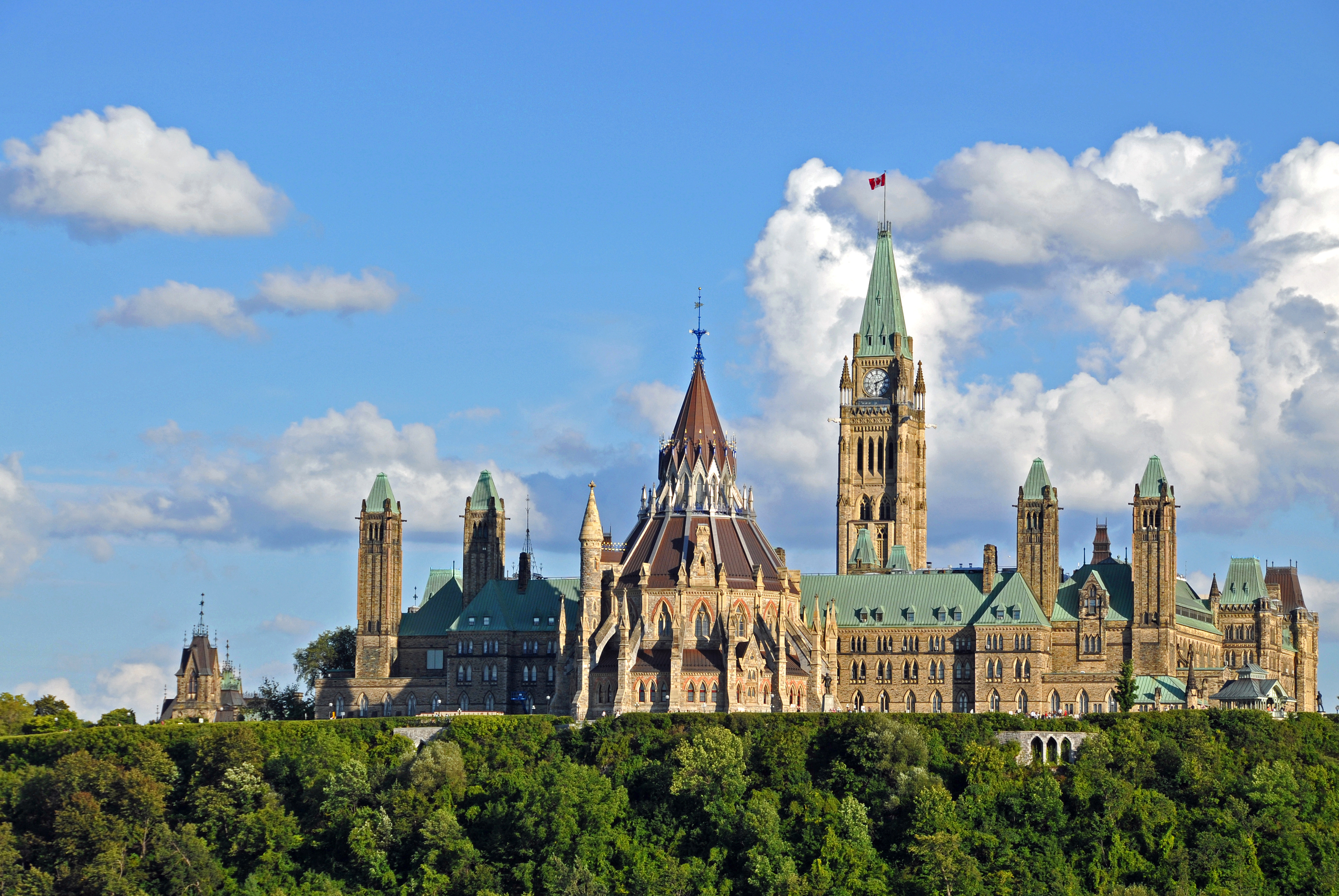
Parliament Hill in Ottawa

Canada is een constitutioneel koninkrijk en een federale parlementaire democratie. Het politieke systeem van Canada is gebaseerd op het Britse Westminster-model met Amerikaanse invloeden. Op 1 juli 1867 trad de British North America Act of 1867 (in principe Canada's grondwet) in werking die de Dominion of Canada oprichtte. Canada's eerste minister-president werd Sir John Alexander Macdonald. Hoewel Canada nominaal zelfstandig was, had het Britse parlement nog steeds grote invloed op Canadese aangelegenheden. Zo moesten bijvoorbeeld wijzigingen in de Canadese grondwet door Londen goedgekeurd worden. Ook was Groot-Brittannië tot 1931 in belangrijke mate verantwoordelijk voor het buitenlandse beleid van Canada.
Al sinds 1931 werden alle Britse dominions echter gelijkgesteld met het Verenigd Koninkrijk en kregen ze volledige soevereiniteit gelijkwaardig aan alle andere landen. Het werden Commonwealth realms. De volledige titel van de Canadese koning of koningin is tegenwoordig: Zijne Majesteit, Charles de Derde, door de Genade van God, van het Verenigd Koninkrijk, Canada en Zijn andere Gebieden en Territoria, Koning, Hoofd van het Gemenebest, Verdediger van het Geloof. De titel Verdediger van het Geloof is puur ceremonieel, Canada heeft immers geen (anglicaanse) staatskerk. Om aan de grondwet te voldoen, is de koning staatshoofd, maar heeft zelf geen uitvoerende macht. De koning is de enige die een adellijke titel voert. De gouverneur-generaal van Canada en de luitenant-gouverneurs voeren de taken van de monarch uit. De Canadezen dragen financieel niet bij aan hun koningshuis. Alleen als het koningshuis taken verricht voor Canada ontvangt het een kleine financiële bijdrage.
Pas in 1982 verkreeg Canada volledige onafhankelijkheid via de aanname door het Britse parlement van de Canada Act of 1982. Hiervoor behield het parlement in Londen de laatste zeggenschap over elke grondwetswijziging in Canada. Een belangrijke wijziging van Canada's grondwet in 1982 was tevens de toevoeging van de Canadian Charter of Rights and Freedoms, een document dat rechten en vrijheden verankerde. Het staatshoofd is koning Charles III, met de titel Koning van Canada. Hij wordt vertegenwoordigd door de gouverneur-generaal van Canada, die door de Kroon wordt aangesteld op advies van de Canadese minister-president. In iedere provincie en territorium van Canada wordt de Kroon vertegenwoordigd door een luitenant-gouverneur. Het land is lid van het Gemenebest van Naties en werd door het Britse parlement op 1 juli 1867 gevormd. In 1866 werd besloten om van Brits-Noord-Amerika een zogenaamde zelfstandige, zelfregerende kolonie (Dominion) te maken. In de regelingen werd het komende land ook wel Kingdom of Canada (Koninkrijk Canada) genoemd.
Het volkslied van Canada is O Canada. Het koninklijk volkslied heet God Save the King.

### Parlementair systeem

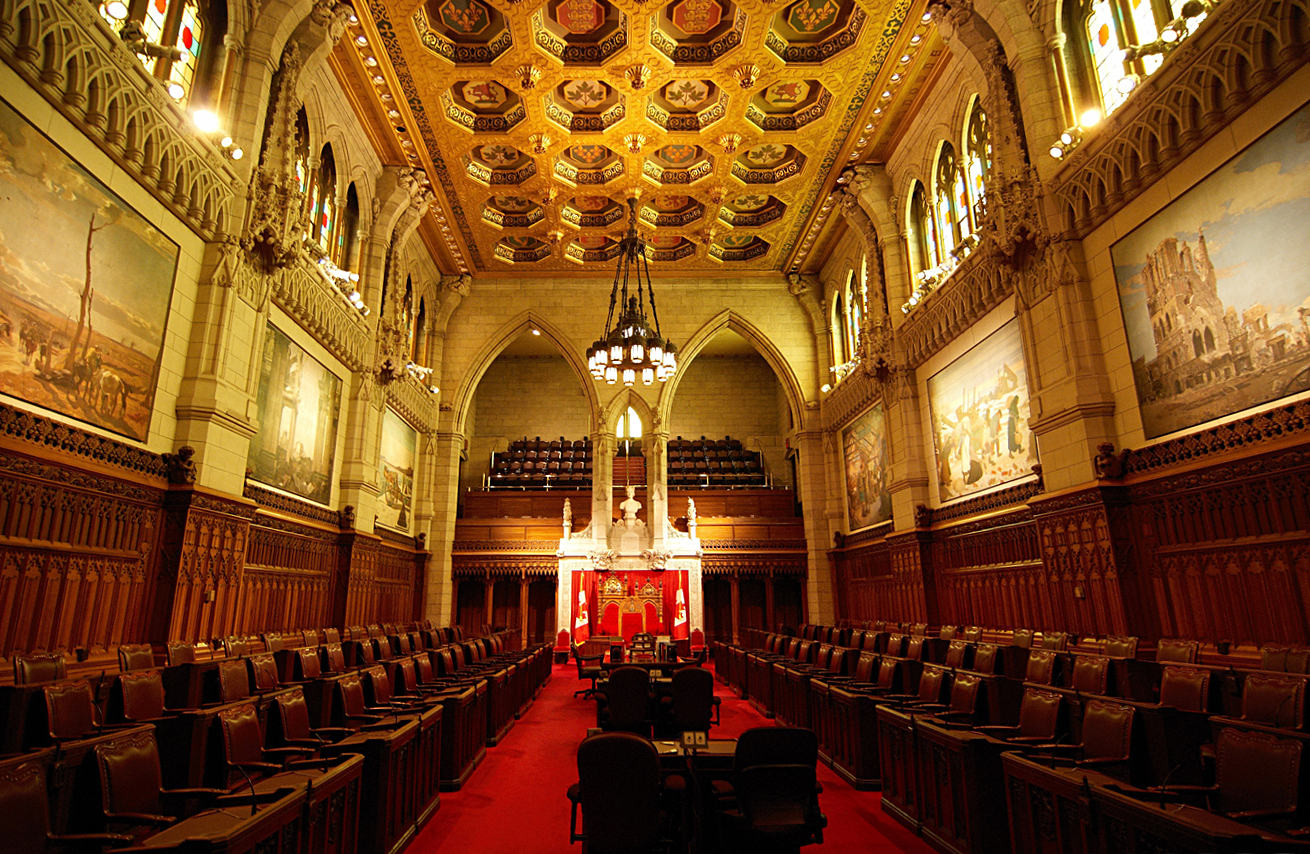
De Senaat wordt door de gouverneur-generaal benoemd en houdt zich voornamelijk bezig met de toetsing van wetten uit het Lagerhuis

Het parlement van Canada bestaat uit een Lagerhuis, het Huis van Afgevaardigden (House of Commons) en een Senaat (Senate). Deze Senaat bestaat, in tegenstelling tot het Hogerhuis in het Verenigd Koninkrijk, niet uit Lords aangezien Canada geen adellijke titels kent. Gekozen werd voor een model naar Amerikaans voorbeeld, hoewel senatoren niet direct door het volk worden gekozen, maar door de minister-president worden voorgedragen en vervolgens door de gouverneur-generaal benoemd. Doordat de Senaat hierdoor vaak bevolkt wordt door politieke vrienden van de minister-president is er veel verzet tegen dit systeem en worden er regelmatig voorstellen gedaan om de Senaatsleden wel door het volk te laten kiezen.
Leden van het Lagerhuis worden gekozen via een districtenstelsel met één parlementslid per district (Riding). De kandidaat per district die de meeste stemmen krijgt bij federale verkiezingen wordt lid van het Lagerhuis (Member of Parliament).
Na de verkiezingen van 2015 is de zetelverdeling (totaal 308 zetels) in het Huis van Afgevaardigden als volgt (tussen haakjes de zetelverdeling na de verkiezingen van 2011):
- Liberalen: 184 (34)
- Conservatieven: 99 (166)
- New Democratic Party: 44 (103)
- Bloc Québécois: 10 (4)
- Green (milieu / Groenen): 1 (1)
- Anders/partijloos: 0

De verkiezingen van 20 september 2021 gaven volgend resultaat (voor 338 te verdelen zetels): 
- Liberal Party of Canada: 160
- Conservative Party of Canada: 119
- New Democratic Party: 25
- Bloc Québécois: 32
- Green: 2
- Anders/partijloos: 0

De eerstkomende federale verkiezingen zijn gepland op 28 april 2025..
De partij met een meerderheid van stemmen vormt de regering bestaande uit een minister-president en diverse ministers die tevens lid zijn van het parlement. Samen vormen zij het kabinet. Indien er geen partij is met een meerderheid, zoals na de verkiezingen van 2008 het geval was, vormt in de regel de grootste partij een minderheidsregering. Vaak regeert deze met steun van één of meer andere partijen zonder een formele coalitie te vormen. In de regel zitten minderheidskabinetten niet meer dan één à twee jaar.
Een parlement heeft een mandaat van vijf jaar, maar de minister-president kan eerder verkiezingen uitschrijven. Ook worden er eerder verkiezingen gehouden als de regering het vertrouwen van het parlement verliest. Dit gebeurt meestal tijdens minderheidskabinetten wanneer de regering een gevoelig verlies lijdt in het parlement over bijvoorbeeld een z.g. moneybill, een staatsbudget. De verkiezingen van 2015 zijn gewonnen door de liberale partij en hebben een regering opgeleverd onder minister-president Justin Trudeau.
De rechtsprekende tak van de federale overheid wordt geleid door het Supreme Court of Canada, het Canadees Hooggerechtshof.

### Regionale autonomie

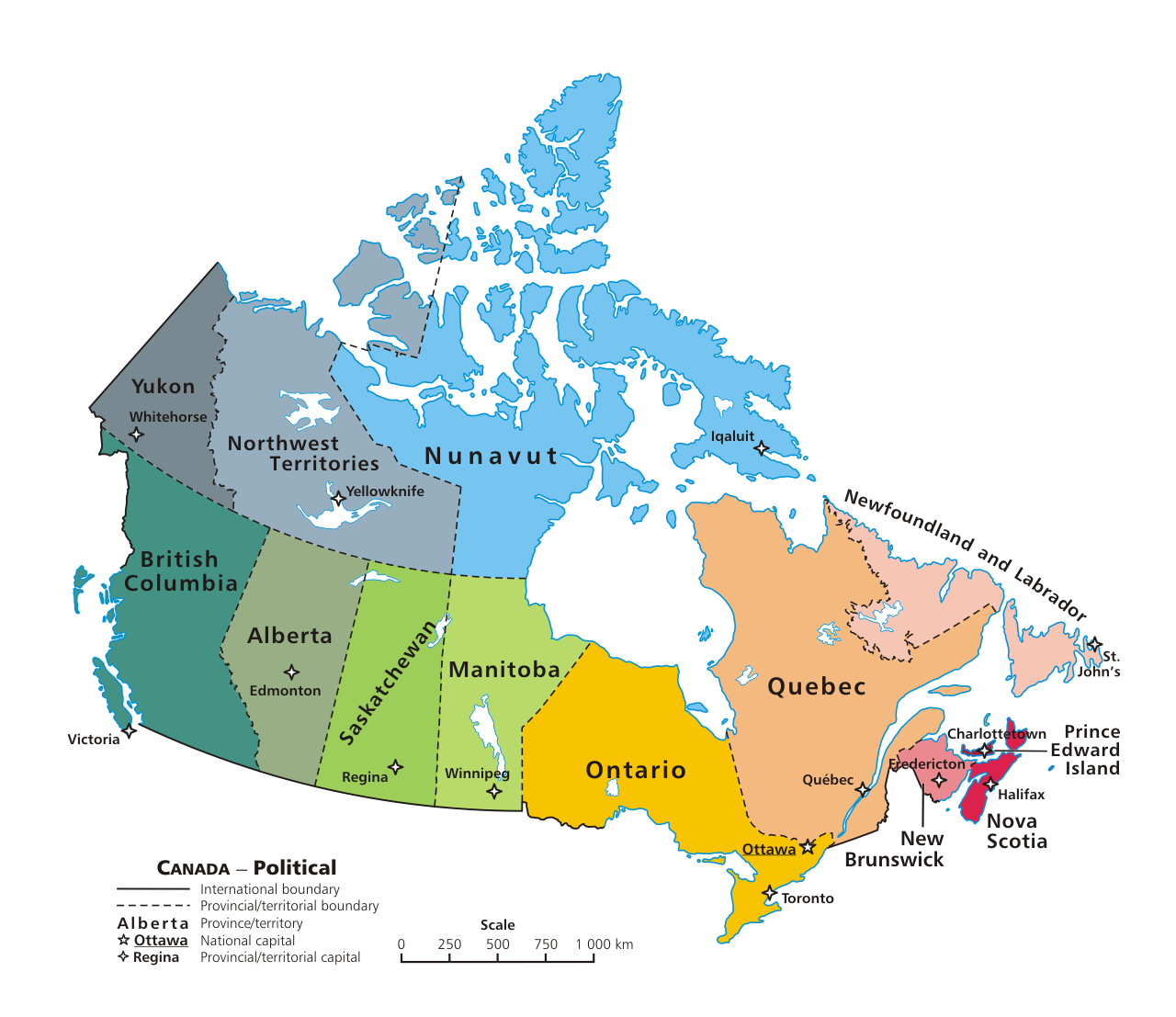
Kaart van de 10 provincies en 3 territoria die tezamen Canada vormen

Canada is, net als de Verenigde Staten, een federale staat waarbij de nationale overheid en regionale overheden de macht delen. Bestuurlijk is Canada opgedeeld in 10 provincies en 3 territoria. De provincies worden geleid door een premier die een provinciale regering leiden. Zoals op federaal niveau wordt de regering van een provincie geleid door de grootste partij in de provinciale volksvertegenwoordigingen. Een luitenant-gouverneur vertegenwoordigt de kroon in de provincies. De provincies hebben bevoegdheden over zaken als onderwijs, gezondheidszorg en provinciale infrastructuur. De territoria hebben officieel niet dezelfde soevereiniteit als de provincies en worden niet bestuurd door een luitenant-gouverneur, maar door een commissaris.
De provincie Québec heeft een bijzondere status als enige geheel Franstalige provincie. De relatie van de provincies enerzijds en de federale overheid anderzijds is vaak gespannen. In Alberta bijvoorbeeld is er een gevoel dat "Ottawa" de provincie alleen bekritiseert en uitbuit ten behoeve van de armere provincies. Ook is er weerstand tegen de vele uitzonderingen die er gemaakt worden voor Québec.
De eenheid van Canada staat vaak ter discussie. Voornamelijk de uitzonderlijke positie van de Franstalige gemeenschap in Québec is een twistpunt. In 1980 en in 1995 werden er in die provincie referenda gehouden over mogelijke afscheiding van Canada. Vooral in 1995 werd dit voorstel maar nipt (met 50,6% van de stemmen) verworpen. In november 2006 is er een resolutie aangenomen waarin de inwoners van de Franstalige regio Québec worden erkend als natie binnen een verenigd Canada. De resolutie, ingebracht door minister-president Stephen Harper, werd met 266 stemmen voor en 16 tegen goedgekeurd.
Anderzijds heerst vooral recentelijk in het westen van Canada, met name in Alberta en Brits-Colombia, onvrede over het nationale beleid ten opzichte van hen, de zogenoemde Western Alienation. Alberta heeft herhaaldelijk gesteld dat het een aantal van de speciaal aan Québec toegekende rechten wil hebben wat betreft de zeggenschap over "binnen provinciaalse" aangelegenheden. Een onderzoek onder bewoners van de vier westelijke provincies in 2005 gaf aan dat ongeveer een op de drie mensen afscheiding van Canada een goede zaak zouden vinden.

## Economie
Canada is lid van de NAFTA, de OECD en de G8 groep van rijkste industrielanden plus Rusland. Het bbp in 2023 bedroeg C$ 2892 miljard, wat neerkomt op C$ 72.365 per hoofd van de bevolking.
Ongeveer driekwart van de beroepsbevolking is werkzaam in de dienstensector die daarmee verreweg de belangrijkste is. Bosbouw, mijnbouw en visserij zijn eveneens belangrijke bronnen van inkomsten. Landbouw is vooral van belang in de prairies en delen van Ontario. De industriesector is relatief minder belangrijk in Canada. In het zuiden van Ontario is de automobielindustrie van belang, vooral in Windsor. Toronto is een wereldhandels- en zakencentrum terwijl Calgary het centrum van de olie- en aardgasindustrie is.
In 2024 was de waarde van de invoer en uitvoer van Canada nagenoeg in evenwicht. De handelsrelatie met de Verenigde Staten is van essentieel belang. In 2024 was de totale waarde van de handel tussen beide landen meer dan US$ 1000 miljard. In 2024 ging driekwart van de Canadese export naar de VS en kwam 62% van alle importen uit de VS. In 2024 had Canada een goederenoverschot van US$ 102 miljard met de VS en een klein negatief tekort op de diensten waardoor een handelsoverschot resteerde van US$ 94 miljard. De handelsbetrekkingen met de VS zijn niet altijd even makkelijk mede doordat de regering vaak harde politiek bedrijft met de relatie met de VS voor politieke winst thuis. De grensovergang tussen Windsor, Ontario en Detroit, Michigan is de drukste internationale grensovergang in de wereld en ongeveer een kwart van de Canadese handel loopt via de Ambassador Bridge over de Detroitrivier.
De munteenheid is de Canadese dollar (C$ of CAD), verdeeld in 100 cent. De waarde van de dollar varieert tussen de 63 en 75 eurocent (periode 2015-2025).
Rond de steden ligt een netwerk van autosnelwegen.

### Energievoorziening
Canada produceerde 22,4 EJ (exajoule) of 535 Mtoe (miljoen ton olie equivalent) energie in 2019. In 2014 betrof het nog 19,7 EJ of 470 Mtoe. De totale productie ligt er veel hoger dan het verbruik. Op het vlak van fossiele brandstof exporteerde het land in 2014 7,7 EJ (185 Mtoe) meer dan het importeerde.
Van de energie ging in 2014 3,6 EJ (85 Mtoe) verloren bij conversie, vooral bij elektriciteitsopwekking. 940 PJ (22 Mtoe) werd gebruikt voor niet-energetische producten zoals smeermiddelen, asfalt en petrochemicaliën. Voor energie-eindgebruikers resteerde 7,6 EJ (178 Mtoe) waarvan 1,8 EJ (42 Mtoe) = 488 TWh elektriciteit.
De totale Canadese energievoorraad TES (total energy supply) bedroeg in 2019 13,0 EJ en bestond vooral uit fossiele brandstoffen: 38% aardgas, 33% aardolie en 4,5% steenkool (totaal 75,5%). De andere energievoorzieningsbronnen in 2019 waren waterkracht (10,5%; 1,4 EJ), kernenergie (8,5%; 1,1 EJ), biobrandstof en -afval (4,5%; 0,6 EJ) en hernieuwbare energie zoals wind- en zonne-energie (1%; 0,1 EJ).
De uitstoot van kooldioxide was 545 megaton in 2021, dat is 14,3 ton per persoon, veel meer dan het wereldgemiddelde 4,69 ton per persoon.
In de periode 2010-2022 nam het eindgebruik weinig af met 2%. Oliewinning groeide 57% door fracking. Het aandeel van windenergie groeide tot circa 5% in 2019.

## Cultuur en bezienswaardigheden

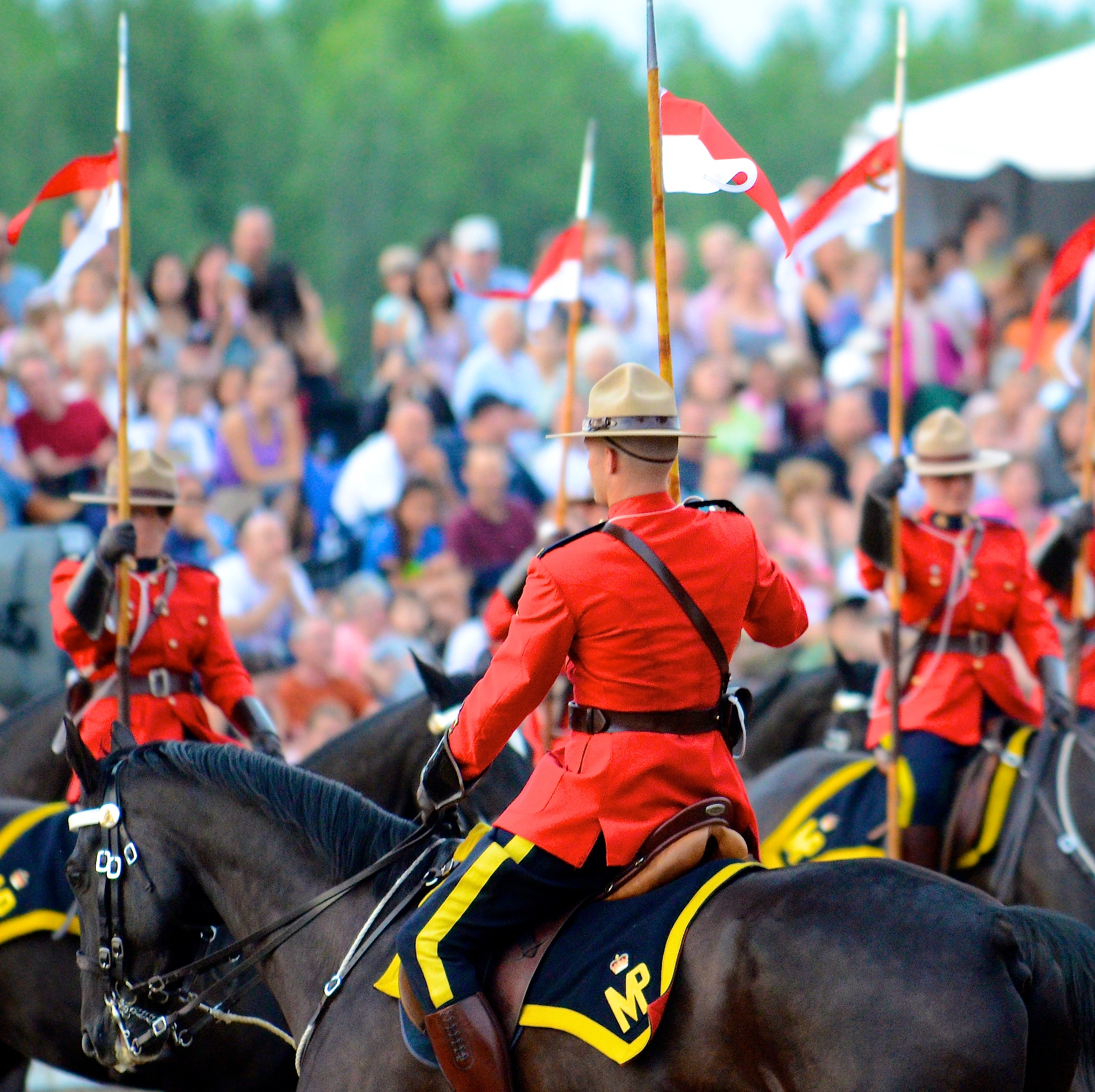
De Mounties van de bereden politie zijn een bekend Canadees symbool

Cultuur in Canada kent met name Engelse en Franse invloeden alsmede de invloed van de Indiaanse en Inuitbevolking. Verder is de nabijheid van de Verenigde Staten ook van invloed op de Canadese cultuur. Samen met de Verenigde Staten vormt (vooral Engelstalig) Canada het hart van Anglo-Amerika.
Canada kent een divers landschap met veel ongerepte natuur. Enkele bekende nationale parken zoals Banff, Jasper Nationaal park, Waterton Glacier International Peace Park, Kluane, Nationaal park Nahanni en Nationaal park Gros Morne trekken veel bezoekers. Ook zijn er diverse minder bekende nationale parken en provinciale parken zoals Dinosaur Provincial Park in Alberta.
Historisch gezien zijn onder meer de historische wijk van Québec en de Vikingnederzetting L'Anse aux Meadows belangrijk. Andere belangrijke bezienswaardigheden zijn de steden Toronto, Montréal en Vancouver. Belangrijke musea zijn onder andere het Royal Ontario Museum, het Museum of Civilization en het Glenbow Museum.
Canada kent ook vele festivals die wijde bekendheid genieten. Enkele belangrijke hiervan zijn het Tulip Festival in Ottawa en de Calgary Stampede.

### Sport
De officiële nationale Canadese sporten zijn ijshockey en lacrosse. Hockey is een nationaal tijdverdrijf en de populairste kijksport in het land. Het is ook de meest beoefende sport in Canada, met 1,65 miljoen beoefenaars in 2004. Zeven van Canada's acht grootste stedelijke gebieden - Toronto, Montréal, Vancouver, Ottawa, Calgary, Edmonton en Winnipeg - zijn franchises in de National Hockey League (NHL) en er zijn meer Canadese spelers in de NHL dan van alle andere landen.
Andere populaire sporten die veel toeschouwers trekken zijn curling en Canadian football, de laatste ook professioneel gespeeld in de Canadian Football League (CFL). De finale van de CFL, de Grey Cup, is elk jaar een van de meest bekeken evenementen op de Canadese televisie. Golf, honkbal, skiën, voetbal, cricket, volleybal en rugby league worden op grote schaal gespeeld op jeugd- en amateurniveau, maar professionele competities en franchises komen niet veel voor. Sinds 2019 is er met de Canadian Premier League wel een professionele voetbalcompetitie.
Toronto speelt met het basketbalteam de Toronto Raptors mee in de NBA. In 2019 zijn ze kampioen geworden. Het honkbalteam van Toronto, de Toronto Blue Jays, komt uit in de MLB.
In Canada hebben verschillende internationale sportevenementen plaatsgevonden, waaronder de Olympische Zomerspelen 1976 in Montréal, de Olympische Winterspelen 1988 in Calgary en het wereldkampioenschap voetbal onder 20 - 2007. Canada was het gastland voor de Olympische Winterspelen 2010 in Vancouver en Whistler, British Columbia.

### Nationale symbolen
De nationale symbolen van Canada zijn beïnvloed door natuurlijke, historische en inheemse bronnen. Het gebruik van het esdoornblad (maple leaf) als Canadees symbool dateert uit begin 18e eeuw. Het esdoornblad is afgebeeld op Canada's huidige en vorige vlaggen, op de penny en op het wapen van Canada. Andere prominente symbolen zijn de bever, de Canadese gans, de ijsduiker, de Kroon, de Royal Canadian Mounted Police en meer recent de totempaal en Inuksuk.

### Nationale feestdag
De nationale feestdag van Canada is 1 juli: Canada Day, de dag waarop in 1867 de Confederatie van Canada (Dominion of Canada) tot stand kwam. De feestdag werd eerst Dominion Day genoemd en werd in 1879 voor het eerst gevierd. Sinds 1982 is de huidige naam in gebruik.
Canada Day wordt vaak uitbundig gevierd met optochten en vuurwerk. In Ottawa zijn er evenementen rondom de parlementsgebouwen.

### Keuken

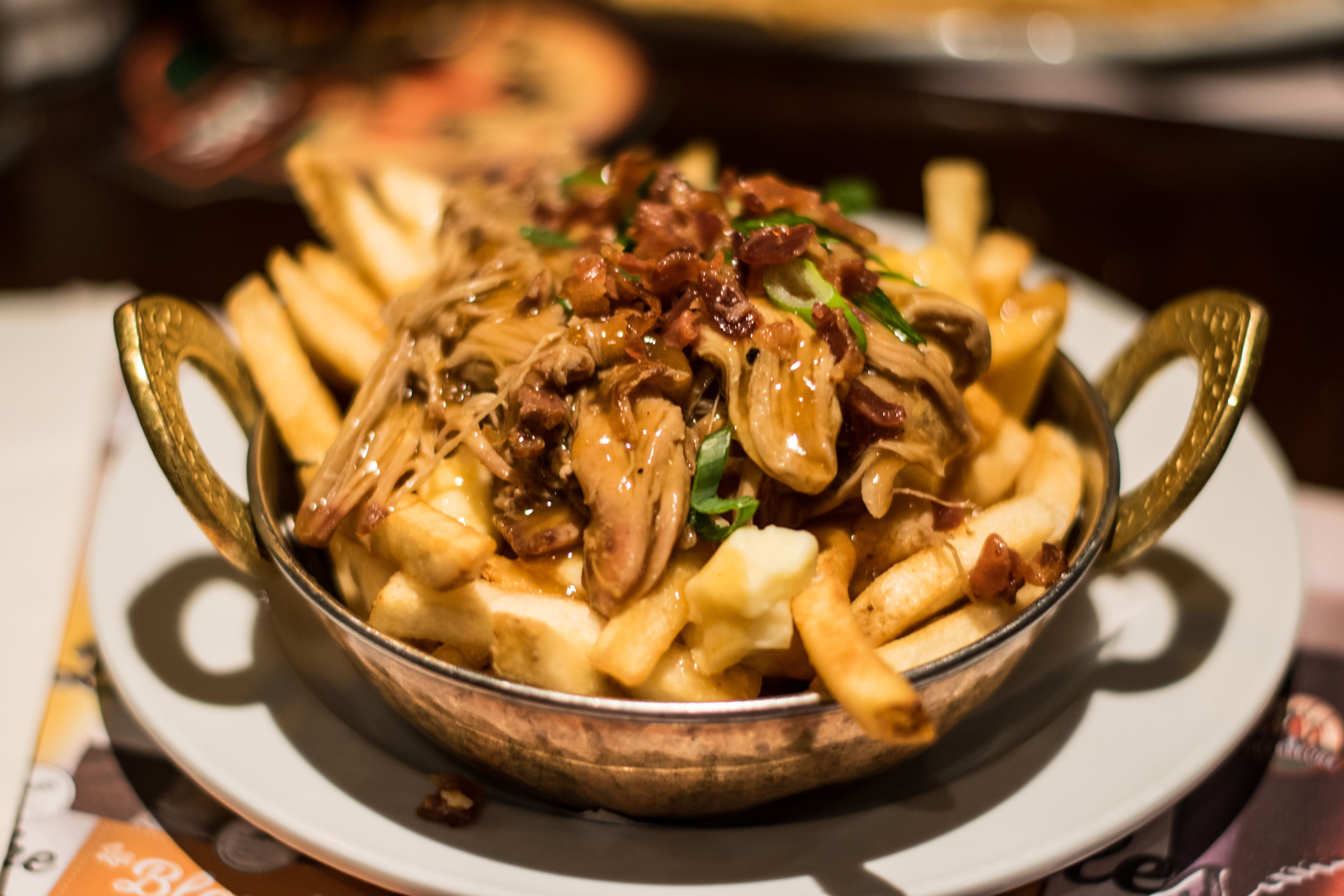
Poutine, friet met kaas en jus, is vooral in Québec een populair gerecht

De Canadese keuken varieert sterk tussen de verschillende regio's van Canada. Er zijn aanzienlijke overlappingen tussen Canadees eten en het eten in de rest van Noord-Amerika, maar sommige gerechten zijn uniek of hebben unieke versies die alleen gevonden worden in Canada. Kanshebbers voor de titel van nationaal Canadees voedsel zijn onder andere poutine en botertaarten. Voorts is Canada 's werelds grootste producent van esdoornsiroop.
De drie oudste keukens van Canada hebben First Nations-, Engelse en Franse wortels. Deze traditionele keuken van Engels Canada hangt nauw samen met Britse en Amerikaanse gerechten, terwijl de traditionele keuken van Frans Canada zich heeft ontwikkeld uit de Franse keuken en de winterse omstandigheden van bonthandelaren. Met de daaropvolgende golven van immigratie in de 18e en 19e eeuw uit Centraal-, Zuid- en Oost-Europa en vervolgens uit Azië, Afrika en het Caribisch gebied werden de regionale keukens later aangevuld. Ook de Joodse immigrantenstroom naar Canada heeft het voedingspatroon beïnvloed. De Montréal-stijl bagel en het Montréal-stijl gerookt vlees zijn van oorsprong typisch Joodse gerechten. Daarnaast is pizza Hawaï een van oorsprong Canadees recept dat wereldwijd gegeten wordt.